# يو إف سي 287
يو إف سي 287: بيريرا ضد أديسانيا 2 (بالإنجليزية: UFC 287: Pereira vs. Adesanya 2)‏ هو حدث لفنون القتال المختلطة نظمته يو إف سي، أُقيم في 8 أبريل 2023، على كاسية سنتر في ميامي، فلوريدا.

## الجوائز الإضافية
حصل المقاتلون التالية أسماؤهم على مكافآت قدرها 50 ألف دولار.
- قتال الليلة: كيلفن جاستيلوم ضد كريس كيرتس
- أداء الليلة: إسرائيل أديسانيا وروب فونت